# حق الزوجة في الإسلام
حَق الزَّوْجَةُ الإسلام حرص على حق الزوجة على زوجها والحياة الزوجية. وبالتالي فإن الأصل في العلاقات الزوجية هو المودة والرحمة، هذا هو التخطيط الإلهي هذا هو الوضع الطبيعي، هذه هي الصحة النفسية بين الزوجين، فلو أن بين الزوجين مشاحنة أو بغضاء، أو جفاء، إن هذا حالة مرضية تقتضي المعالجة.
الحَقّ لغة: حَقّ : النّصيب الواجب للفرد أو الجماعة. والجمع : حُقوق، وحِقاق. الله : ما يجب علينا لَهُ.
وحقوقُ الدّار : مَرَافِقُها.المعجم الوسيط
- الزَّوْجَةُ لغة زَوْجَةُ : هي امرأَةُ الْرجل. اِمْرَأَتَهُ، قَرينَتَهُ، حَرَمَهُ.المعجم الوسيط

«مَا اسْتَفَادَ الْمُؤْمِنُ بَعْدَ تَقْوَى اللهِ عَزّ وَجَلَّ خَيرٌ مِنْ زَوْجَةٍ صَالِحَةٍ، إِنْ أَمَرَهَا أَطَاعَتْهُ وَإِنْ نَظَرَ إِلَيْهَا سَرَّتْهُ [ حديث ]»
- تعدُّد الزَّوجات في الإسلام: الزواج بأكثر من امرأة وَفْق ما أحلَّ الشَّرع إلى أربع زوجات.المعجم: اللغة العربية المعاصر

## حَق الزَّوْجَةُ اصطلاحاً
الحياة الزوجية حياة مصيرية، بمعنى ؛ أنك إذا رزقت من هذه الزوجة بأولاد فإن الفراق يعني تشرد الأولاد، فلهذا كان النبي  حريصاً حرصاً لا حدود له على أن يكون الوفاق بين الزوجين تنفيذاً للمخطط الإلهي. للزوجة على زوجها عدة حقوق وهي:

### حقوقمالية
1. المهر.
2. النفقة.
3. السكن.

### حقوق غير مالية
- كالعدل في القسم بين الزوجات.
- والمعـــــــــــاشرة بالمعروف.
- وعدم الإضرار بالزوجــــــــة.
- نجد أن النبي  حريصاً حرصاً لا حدود له على أن يكون الوفاق بين الزوجين تنفيذاً للمخطط الإلهي.

## الادلة على حق الزوجة

### الادلة على حق الزوجة من القرآن العظيم
- قوله تعالى: ﴿وَمِنْ آيَاتِهِ أَنْ خَلَقَ لَكُمْ مِنْ أَنْفُسِكُمْ أَزْوَاجًا لِتَسْكُنُوا إِلَيْهَا وَجَعَلَ بَيْنَكُمْ مَوَدَّةً وَرَحْمَةً إِنَّ فِي ذَلِكَ لَآيَاتٍ لِقَوْمٍ يَتَفَكَّرُونَ ۝٢١﴾ سورة الروم[4]
- وقال عز وجل : سورة الطلاق ﴿لِيُنْفِقْ ذُو سَعَةٍ مِنْ سَعَتِهِ وَمَنْ قُدِرَ عَلَيْهِ رِزْقُهُ فَلْيُنْفِقْ مِمَّا آتَاهُ اللَّهُ لَا يُكَلِّفُ اللَّهُ نَفْسًا إِلَّا مَا آتَاهَا سَيَجْعَلُ اللَّهُ بَعْدَ عُسْرٍ يُسْرًا ۝٧﴾ [الطلاق:7].[4]

### الادلة على حق الزوجة من السنة المباركة
- وقد روى الإمام أحمد في مسنده عَنْ عَبْدِ اللَّهِ بْنِ عَمْرٍو قَالَ: قَالَ رَسُولُ اللَّهِ ﷺ:(كَفَى بِالْمَرْءِ إِثْمًا أَنْ يُضَيِّعَ مَنْ يَقُوتُ)

[ أبو داود وأحمد ] يعني يكفيه هذا الإثم العظيم أن يضيع من يقوت، هؤلاء عيالهم مَن لهم ؟ ليس لهم إلا الزوج، فإذا ضيع هذا الزوج من يقوت فقد ضيع أهله، وقد ألجأهم إلى التطلع إلى غيره، وقد حملهم على بغضائه، وقد حملهم على كراهيته، لذلك العاقل إذا آتاه الله مالاً.
- الإمام مسلم في صحيحه روى حديثاً عَنْ ثَوْبَانَ قَالَ: قَالَ رَسُولُ اللَّهِ ﷺ: (أَفْضَلُ دِينَارٍ يُنْفِقُهُ الرَّجُلُ دِينَارٌ يُنْفِقُهُ عَلَى عِيَالِهِ.) [ مسلم ]
- وفي رواية أحمد عن ِي هُرَيْرَةَ عَنْ النَّبِيِّ ﷺ قَالَ: (دينَارٌ أَنْفَقْتَهُ فِي سَبِيلِ اللَّهِ عَزَّ وَجَلَّ، دِينَارٌ فِي الْمَسَاكِينِ، وَدِينَارٌ فِي رَقَبَةٍ، وَدِينَارٌ فِي أَهْلِكَ، أَعْظَمُهَا أَجْرًا الدِّينَارُ الَّذِي تُنْفِقُهُ عَلَى أَهْلِكَ) [ أحمد ]
- وفي حديث آخر روي عن رسول الله ﷺ أنه قال: (أول ما يوضع في ميزان العبد نفقته على أهله) الجامع الصغير عن جابر
- عَنْ عَائِشَةَ أَنَّ رَسُولَ اللَّهِ ﷺ بَعَثَ إِلَى النِّسَاءِ، تَعْنِي فِي مَرَضِهِ فَاجْتَمَعْنَ فَقَالَ: (إِنِّي لَا أَسْتَطِيعُ أَنْ أَدُورَ بَيْنَكُنَّ، فَإِنْ رَأَيْتُنَّ أَنْ تَأْذَنَّ لِي فَأَكُونَ عِنْدَ عَائِشَةَ فَعَلْتُنَّ، فَأَذِنَّ لَهُ)أبو داود
- وفي رواية عن سَمُرَةَ يَقُولُ: سَمِعْتُ رَسُولَ اللَّهِ ﷺ يَقُولُ: (إِنَّ الْمَرْأَةَ خُلِقَتْ مِنْ ضِلْعٍ، وَإِنَّكَ إِنْ تُرِدْ إِقَامَةَ الضِّلْعِ تَكْسِرْهَا، فَدَارِهَا تَعِشْ بِهَا)
- عَنْ عَبْدِ اللَّهِ بْنِ عَمْرٍو قَالَ: قَالَ رَسُولُ اللَّهِ ﷺ: (خِيارُكُمْ خِيَارُكُمْ لِنِسَائِهِمْ) محمد بن ماجه
- عن عائشة قالت : دخلت هند بنت عتبة امرأة أبي سفيان على رسول الله ﷺ فقالت : يا رسول الله إن أبا سفيان رجل شحيح لا يعطيني من النفقة ما يكفيني ويكفي بنيَّ إلا ما أخذت من ماله بغير علمه فهل علي في ذلك من جناح ؟ فقال رسول الله ﷺ: خذي من ماله بالمعروف ما يكفيك ويكفي بنيك. رواه البخاري ( 5049 ) ومسلم ( 1714 ).

## واجبات الزوج نحو زوجته

### 1. الحقــوق المالــيَّة
- أ - المهـــــــر :

هو المال الذي تستحقه الزوجة على زوجها بالعقد عليها أو بالدخول بها، وهو حق واجب للمرأة على الرجل، قال تعالى : { وآتوا النساء صدقاتهن نحلة }، وفي تشريع المهر إظهار لخطر هذا العقد ومكانته، وإعزاز للمرأة وإكراما لها.
والمهر ليس شرطا في عقد الزواج ولا ركنا عند جمهور الفقهاء، وإنما هو أثر من آثاره المترتبة عليه، فإذا تم العقد بدون ذكر مهر صح باتفاق الجمهور لقوله تعالى : { لا جناح عليكم إن طلقتم النساء ما لم تمسوهن أو تفرضوا لهن فريضة } فإباحة الطلاق قبل المسيس وقبل فرض صداق يدل على جواز عدم تسمية المهر في العقد.
- فإن سمِّي العقد : وجب على الزوج، وإن لم يسمَّ : وجب عليه مهر «المِثل» - أي مثيلاتها من النساء.
- ب - النفقــــــــــــة :

وقد أجمع علماء الإسلام على وجوب نفقات الزوجات على أزواجهن بشرط تمكين المرأة نفسها لزوجها، فإن امتنعت منه أو نشزت لم تستحق النفقة.
والحكمة في وجوب النفقة لها : أن المرأة محبوسة على الزوج بمقتضى عقد الزواج، ممنوعة من الخروج من بيت الزوجية إلا بإذن منه للاكتساب، فكان عليه أن ينفق عليها، وعليه كفايتها، وكذا هي مقابل الاستمتاع وتمكين نفسها له.
- المقصود بالنفقة : توفير ما تحتاج إليه الزوجة من طعام، ومسكن، فتجب لها هذه الأشياء وإن كانت غنية، لقوله تعالى :
- سورة البقرة﴿وَالْوَالِدَاتُ يُرْضِعْنَ أَوْلَادَهُنَّ حَوْلَيْنِ كَامِلَيْنِ لِمَنْ أَرَادَ أَنْ يُتِمَّ الرَّضَاعَةَ وَعَلَى الْمَوْلُودِ لَهُ رِزْقُهُنَّ وَكِسْوَتُهُنَّ بِالْمَعْرُوفِ لَا تُكَلَّفُ نَفْسٌ إِلَّا وُسْعَهَا لَا تُضَارَّ وَالِدَةٌ بِوَلَدِهَا وَلَا مَوْلُودٌ لَهُ بِوَلَدِهِ وَعَلَى الْوَارِثِ مِثْلُ ذَلِكَ فَإِنْ أَرَادَا فِصَالًا عَنْ تَرَاضٍ مِنْهُمَا وَتَشَاوُرٍ فَلَا جُنَاحَ عَلَيْهِمَا وَإِنْ أَرَدْتُمْ أَنْ تَسْتَرْضِعُوا أَوْلَادَكُمْ فَلَا جُنَاحَ عَلَيْكُمْ إِذَا سَلَّمْتُمْ مَا آتَيْتُمْ بِالْمَعْرُوفِ وَاتَّقُوا اللَّهَ وَاعْلَمُوا أَنَّ اللَّهَ بِمَا تَعْمَلُونَ بَصِيرٌ ۝٢٣٣﴾ [البقرة:233].[4]
- وقال عز وجل : سورة الطلاق﴿لِيُنْفِقْ ذُو سَعَةٍ مِنْ سَعَتِهِ وَمَنْ قُدِرَ عَلَيْهِ رِزْقُهُ فَلْيُنْفِقْ مِمَّا آتَاهُ اللَّهُ لَا يُكَلِّفُ اللَّهُ نَفْسًا إِلَّا مَا آتَاهَا سَيَجْعَلُ اللَّهُ بَعْدَ عُسْرٍ يُسْرًا ۝٧﴾ [الطلاق:7].[4]
- ولا يلزمها أن تنفق على البيت من مالها إلا أن تتبرع له عن طيب نفس، وما تكسبه المرأة من عملها هو حق خالص لها لا يجوز لزوجها أن يأخذ منه شيئاً، إلا أن يكون قد اشترط للسماح لها بالخروج إلى العمل أن تعطيه قدراً منه، فيلزمها الوفاء به.[1]

وإذا لم ينفق الزوج على زوجته ورضيت بالبقاء معه، فقد ذكر الفقهاء أن من حقها حينئذ أن تمنعه حق المعاشرة.
قال ابن قدامة ( الحنبلي): إذا رضيت بالمقام مع ذلك (عدم الإنفاق) لم يلزمها التمكين من الاستمتاع. المغني.
وقال الشيرازي (الشافعي) : وإن اختارت المقام بعد الإعسار لم يلزمها التمكين من الإستمتاع. المهذب.

- ج. الســــــــــــكنى :

وهو من حقوق الزوجة، وهو أن يهيئ لها زوجُها مسكناً على قدر سعته وقدرته، قال الله تعالى :
- سورة الطلاق﴿أَسْكِنُوهُنَّ مِنْ حَيْثُ سَكَنْتُمْ مِنْ وُجْدِكُمْ وَلَا تُضَارُّوهُنَّ لِتُضَيِّقُوا عَلَيْهِنَّ وَإِنْ كُنَّ أُولَاتِ حَمْلٍ فَأَنْفِقُوا عَلَيْهِنَّ حَتَّى يَضَعْنَ حَمْلَهُنَّ فَإِنْ أَرْضَعْنَ لَكُمْ فَآتُوهُنَّ أُجُورَهُنَّ وَأْتَمِرُوا بَيْنَكُمْ بِمَعْرُوفٍ وَإِنْ تَعَاسَرْتُمْ فَسَتُرْضِعُ لَهُ أُخْرَى ۝٦﴾ [الطلاق:6].[4]

### 2. الحقــوق غير المالــيَّة
- أ. العدل بين الزوجات :

من حق الزوجة على زوجها العدل بالتسوية بينها وبين غيرها من زوجاته، إن كان له زوجات، في المبيت والنفقة والكسوة.

- 1 - الاطعام والكسوة:

العلماء قنّنوا أن هذا الإحسان في الكسوة وفي الطعام يجب أن يكون في الحدود المعتدلة، تطبيقاً لقوله تعالى:
سورة الإسراء﴿وَلَا تَجْعَلْ يَدَكَ مَغْلُولَةً إِلَى عُنُقِكَ وَلَا تَبْسُطْهَا كُلَّ الْبَسْطِ فَتَقْعُدَ مَلُومًا مَحْسُورًا ۝٢٩﴾ [الإسراء:29].
- لا لإرضاء الزوجة بمعصية الله. ما كلفك الشرع أن تطعمها طعاماً لا تستطيعه، أن تطعمها إذا طعمت، إذا طعمت فأطعمها، أما إذا لم تقدر أن تأكل ما تشتهي فلا عليك شيء، لذلك كانت الصحابيات الجليلات يخاطبن ويذكرنَ أزواجهن قبل أن يغادر أزواجهن البيت، تقول له: يا فلان، نصبر على الجوع، ولا نصبر على الحرام.

إذاً: الله عز وجل أمر الزوج أن ينفق على زوجته بقدر ما أعطاه الله، إذا وسع الله عليه ينبغي أن يوسع على عياله، لهذا قال : (ليس منا من وسع الله عليه ثم قتر على عياله)
سورة الطلاق﴿لِيُنْفِقْ ذُو سَعَةٍ مِنْ سَعَتِهِ وَمَنْ قُدِرَ عَلَيْهِ رِزْقُهُ فَلْيُنْفِقْ مِمَّا آتَاهُ اللَّهُ لَا يُكَلِّفُ اللَّهُ نَفْسًا إِلَّا مَا آتَاهَا سَيَجْعَلُ اللَّهُ بَعْدَ عُسْرٍ يُسْرًا ۝٧﴾ [الطلاق:7].
- 2 - حسن المعاملة والعشرة:

سورة النساء﴿يَا أَيُّهَا الَّذِينَ آمَنُوا لَا يَحِلُّ لَكُمْ أَنْ تَرِثُوا النِّسَاءَ كَرْهًا وَلَا تَعْضُلُوهُنَّ لِتَذْهَبُوا بِبَعْضِ مَا آتَيْتُمُوهُنَّ إِلَّا أَنْ يَأْتِينَ بِفَاحِشَةٍ مُبَيِّنَةٍ وَعَاشِرُوهُنَّ بِالْمَعْرُوفِ فَإِنْ كَرِهْتُمُوهُنَّ فَعَسَى أَنْ تَكْرَهُوا شَيْئًا وَيَجْعَلَ اللَّهُ فِيهِ خَيْرًا كَثِيرًا ۝١٩﴾ [النساء:19].
- عن عَمْرِو بْنِ الْأَحْوَصِ أَنَّهُ شَهِدَ حَجَّةَ الْوَدَاعِ مَعَ رَسُولِ اللَّهِ ﷺ فَحَمِدَ اللَّهَ، وَأَثْنَى عَلَيْهِ، وَذَكَّرَ، وَوَعَظَ، فَقَالَ:

(أَلَا وَاسْتَوْصُوا بِالنِّسَاءِ خَيْرًا فَإِنَّمَا هُنَّ عَوَانٌ عِنْدَكُمْ ـ العوان: جمع عانية أي ضعيفة، المرأة في الأصل ضعيفة ـ لَيْسَ تَمْلِكُونَ مِنْهُنَّ شَيْئًا غَيْرَ ذَلِكَ، إِلَّا أَنْ يَأْتِينَ بِفَاحِشَةٍ مُبَيِّنَةٍ، فَإِنْ فَعَلْنَ فَاهْجُرُوهُنَّ فِي الْمَضَاجِعِ، وَاضْرِبُوهُنَّ ضَرْبًا غَيْرَ مُبَرِّحٍ، فَإِنْ أَطَعْنَكُمْ فَلَا تَبْغُوا عَلَيْهِنَّ سَبِيلًا.)
ما دامت هذه الزوجة لم تقترِف الفاحشة، وهي تحفظ نفسها، وتُطيع زوجها، وتُصلّي خمسها، و صوم شهرها، هذه زوجةٌ يجب أن ترعى حقوقها.
- النبي  هو المثل الأعلى، فعَنْ أَنَسٍ قَالَ:(كَانَ النَّبِيُّ ﷺ عِنْدَ بَعْضِ نِسَائِهِ، فَأَرْسَلَتْ إِحْدَى أُمَّهَاتِ الْمُؤْمِنِينَ بِصَحْفَةٍ فِيهَا طَعَامٌ، فَضَرَبَتْ الَّتِي النَّبِيُّ صَلَّى اللَّهُ عَلَيْهِ وَسَلَّمَ فِي بَيْتِهَا يَدَ الْخَادِمِ، فَسَقَطَتْ الصَّحْفَةُ، فَانْفَلَقَتْ، فَجَمَعَ النَّبِيُّ ﷺفِلَقَ الصَّحْفَةِ، ثُمَّ جَعَلَ يَجْمَعُ فِيهَا الطَّعَامَ الَّذِي كَانَ فِي الصَّحْفَةِ، وَيَقُولُ: غَارَتْ أُمُّكُمْ، ثُمَّ حَبَسَ الْخَادِمَ حَتَّى أُتِيَ بِصَحْفَةٍ مِنْ عِنْدِ الَّتِي هُوَ فِي بَيْتِهَا، فَدَفَعَ الصَّحْفَةَ الصَّحِيحَةَ إِلَى الَّتِي كُسِرَتْ صَحْفَتُهَا، وَأَمْسَكَ الْمَكْسُورَةَ فِي بَيْتِ الَّتِي كَسَرَتْ)البخاري
- عَن عَائِشَةَ قَالَتْ: (لَقَدْ رَأَيْتُ رَسُولَ اللَّهِ ﷺ يَوْمًا عَلَى بَابِ حُجْرَتِي، وَالْحَبَشَةُ يَلْعَبُونَ فِي الْمَسْجِدِ بِحِرَابِهِمْ، وَرَسُولُ اللَّهِﷺ يَسْتُرُنِي بِرِدَائِهِ أَنْظُرُ إِلَى لَعِبِهِمْ) متفق عليه تطييباً لخاطرها.[1]
- 3 - عدم الإضرار بالزوجة :

وهذا من أصول الإسلام، وإذا كان إيقاع الضرر محرما على الأجانب فأن يكون محرما إيقاعه على الزوجة أولى وأحرى.
عن عبادة بن الصامت أن رسول الله ﷺ قضى «أن لا ضرر ولا ضرار» رواه

## مقالات ذات صلة
- القرآن الكريم
- الإسلام
- أركان الإسلام
- التوحيد
- محمد بن عبد الله
- دراسات إسلامية

## وصلات خارجية
- الفتاوى الإسلامية.
- دليل المواقع الإسلامية المتكامل.
- الشبكة الإسلامية.
- موقع الإسلام موقع متعدد اللغات.
- الموسوعة الحديثية الإلكترونية
- http://islamstory.com/ar